# Cap Maobitou
Le cap Maobitou (chinois traditionnel: 貓鼻頭 ; pinyin: Māobítóu ; anglais : Cape Maobitou) est un cap situé dans la commune de Hengchun au sein du comté de Pingtung à Taïwan. Il se trouve dans le parc national de Kenting et forme la limite ouest de South Bay. C'est l'un des points les plus au sud de l'île de Taïwan.

## Nom
Le nom Maobitou signifie le nez de chat en langues chinoises. 

## Transport
Le cap est situé près de l'autoroute 26 de Taïwan.